# Ziergeflügel

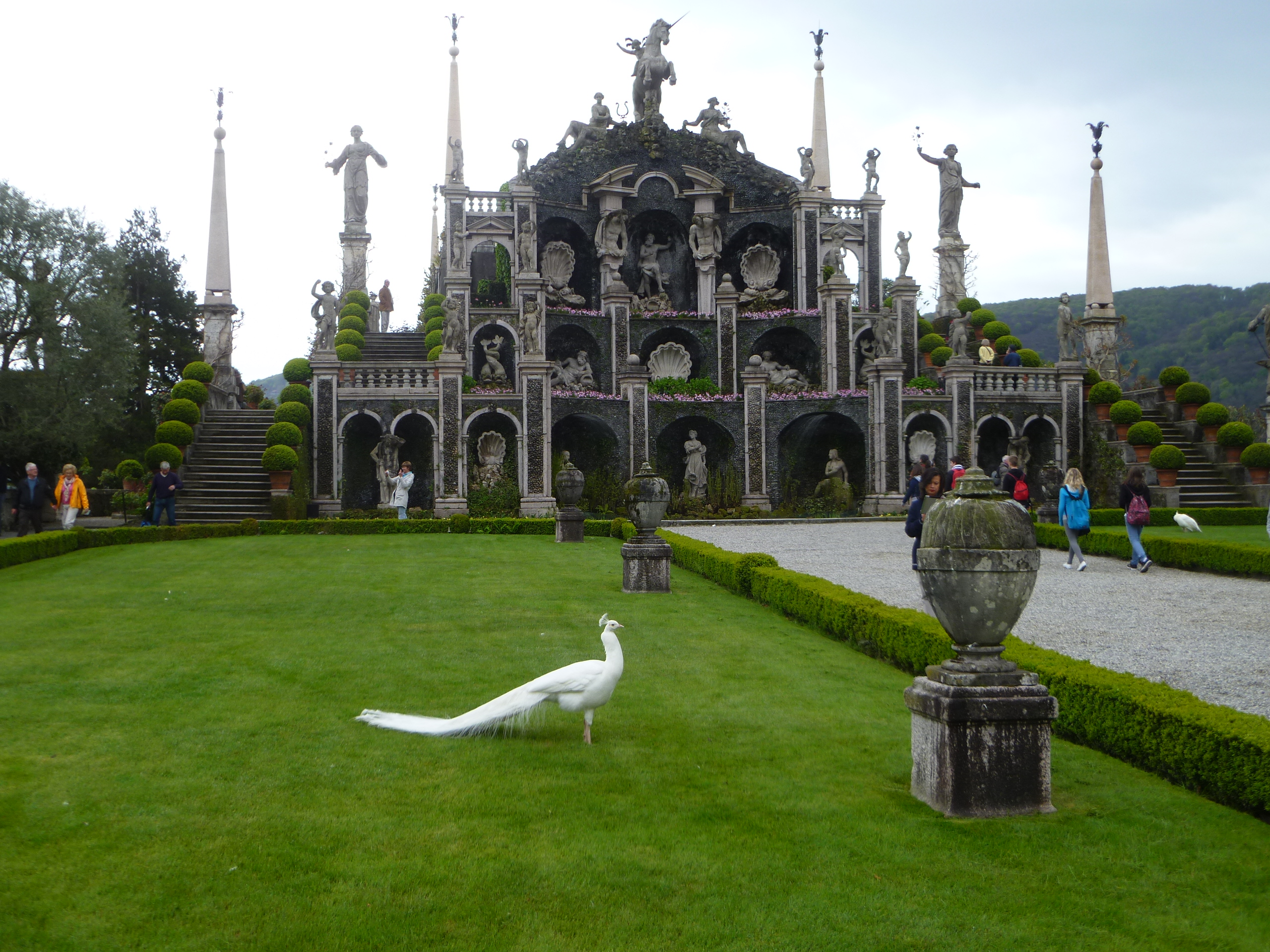
Weißer Pfau im Park auf der Isola Bella im Lago Maggiore

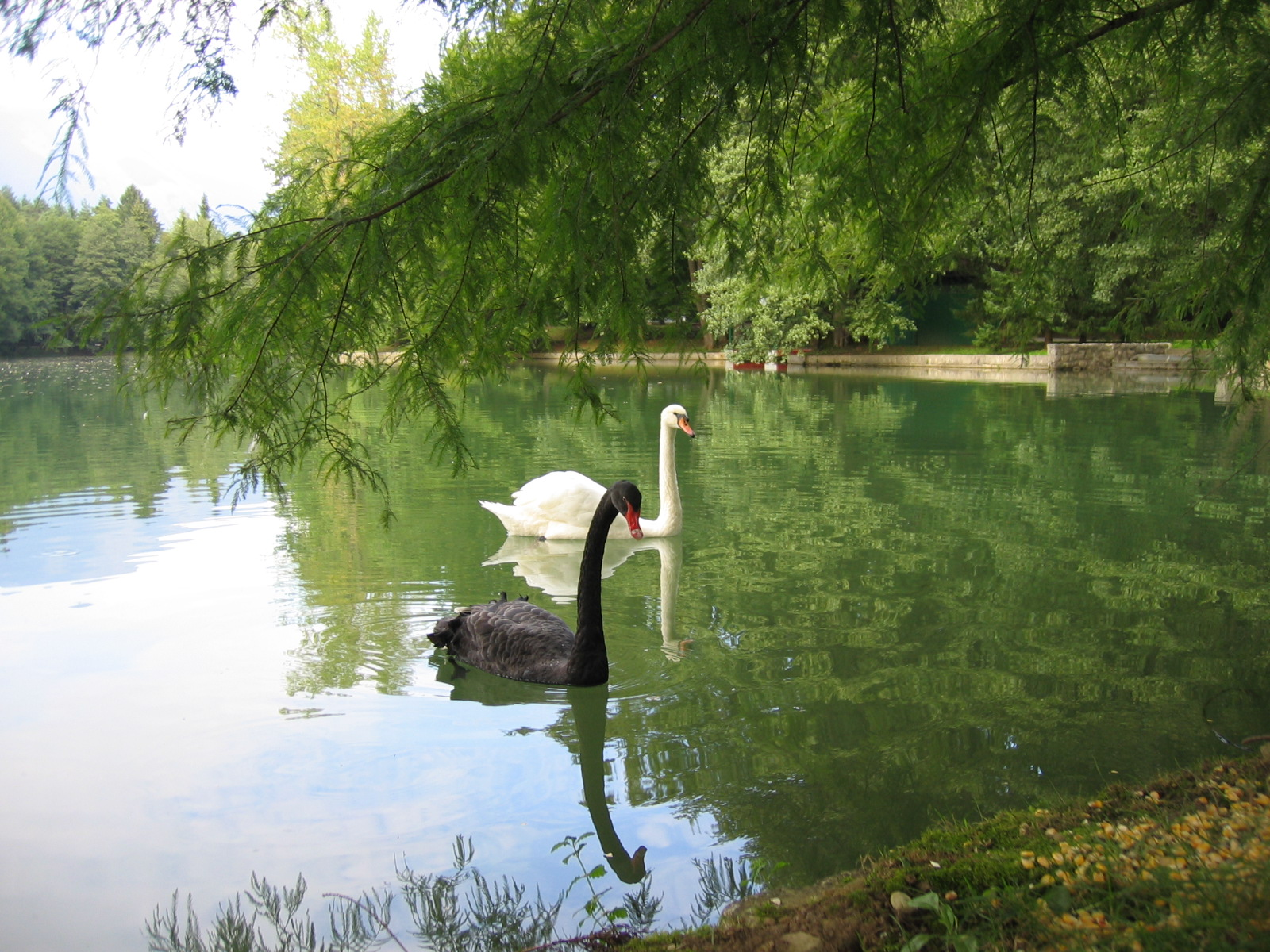
Schwäne in Egg bei Krainburg

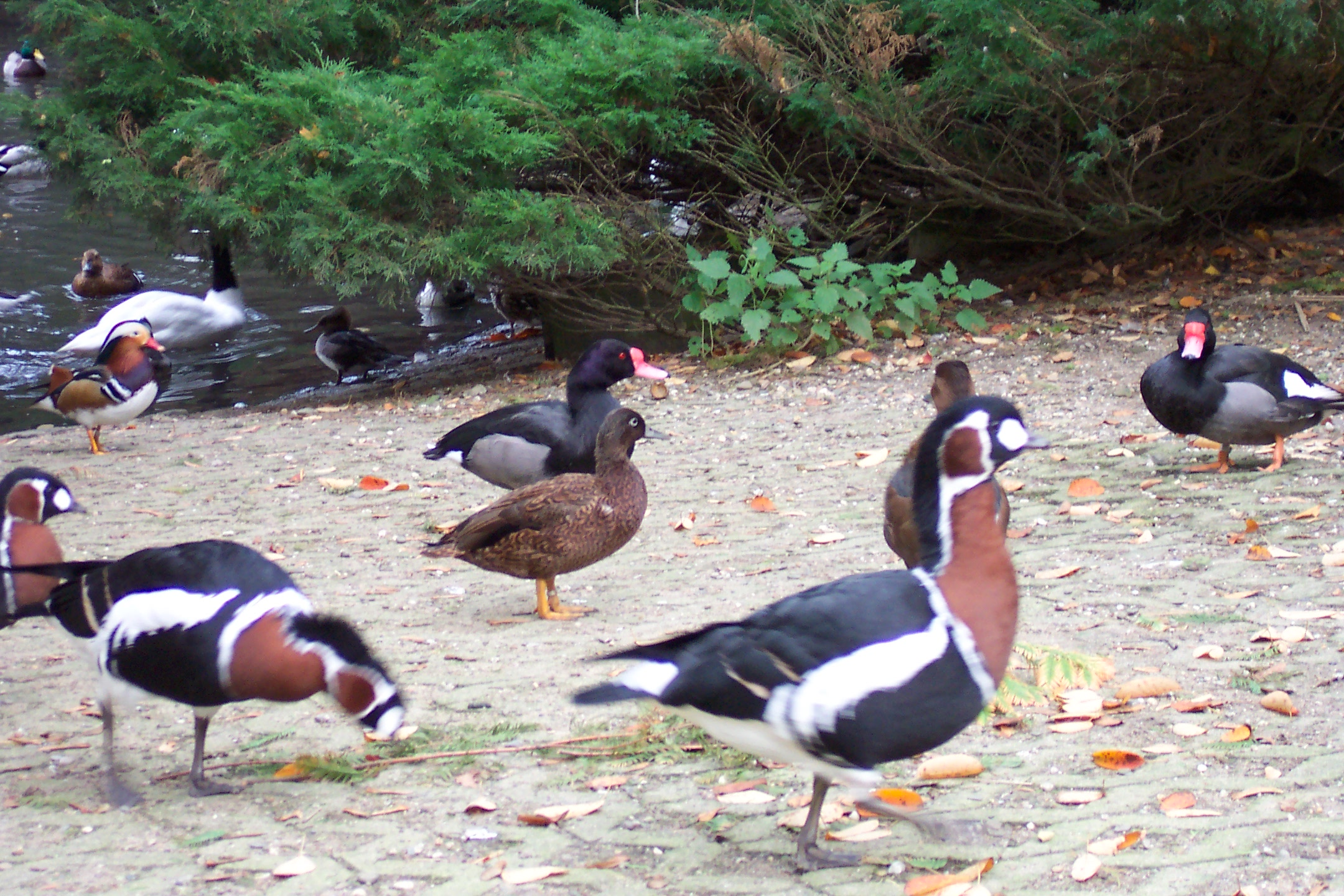
Enten im Zoo Wuppertal

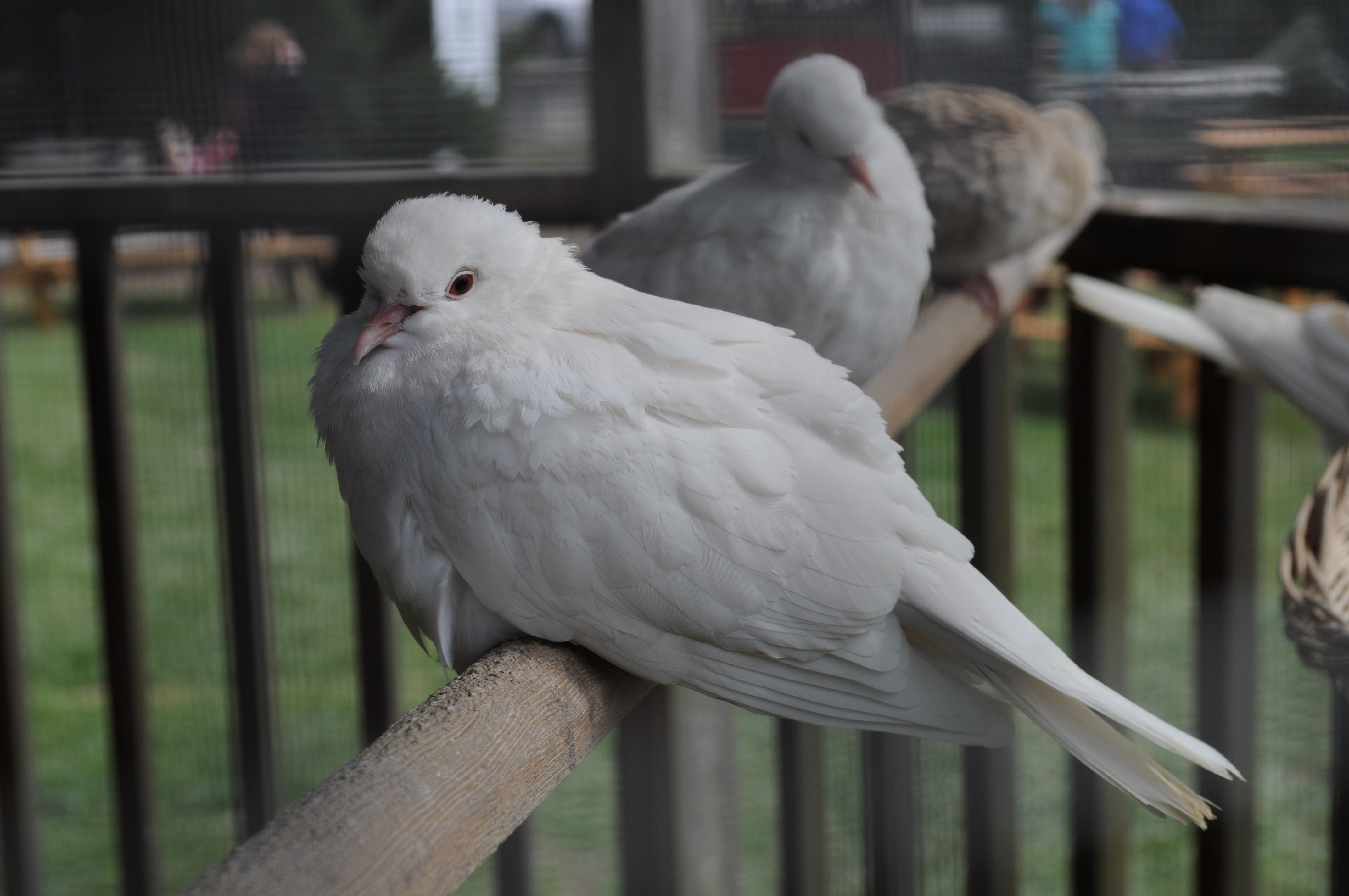
Weiße Lachtauben in Washington

Als Ziergeflügel bezeichnet man Geflügel, das nicht als Nutztier gezüchtet, sondern als Blickfang in Parks  oder in Volieren gehalten wird. Das Ziergeflügel umfasst Arten der Hühnervögel (Galliformes), Taubenvögel (Columbiformes) und Gänsevögel (Anseriformes).

## Ziergeflügelhaltung
Die Ziergeflügelhaltung begann schon im 17. Jahrhundert und beschränkte sich anfangs auf „Parkgeflügel“ in den Schlossgärten der Aristokratie, und „Wildgeflügel“, wie den Fasan, zur Jagd. Später wurde sie populärer.
Müller und Gutsbesitzer hielten sich Pfauen als Statussymbol und zeigten, dass sie Geflügel ohne Nutzenwert, allein um dessen Schönheit willen, halten konnten.
Botanische Gärten und Zoos hielten Ziergeflügel, um ihre Anlagen attraktiver zu gestalten. Züchter und Hobbyhalter nahmen sich der halb domestizierten Vogelarten an und züchteten zum Teil auch Mutationsformen dieser Arten. Bekannte Mutationen des Blauen Pfaues sind der Schwarzflügelpfau, der Weiße Pfau und der Gescheckte Pfau; der Lutino-Fasan und die Zimtfarbenen, Lachsroten und Dunklen Goldfasane sind Mutationen des Goldfasanes; bei Mandarinente und Diamanttaube finden sich farbliche Abweichungen.
Zoos und botanische Gärten betrachten heute die Haltung nicht heimischer Arten kritischer, da sich aus Gefangenschaftsflüchtlingen oder in Freiflug gehaltenen Ziervögeln verwilderte Populationen entwickelt haben, denen man heute zunehmend ablehnend gegenübersteht. Zu diesen Neozoen genannten, in Freiheit sich vermehrenden Vogelarten, die auf die Haltung als Ziergeflügel zurückgehen, gehören in Europa die Nilgans und die Mandarinente.
Artenschutz und Arterhaltung sind heute wichtige Bemühungen der Ziergeflügelhaltung. Einige Züchter veröffentlichen ihre Beobachtungen und beteiligen sich an wissenschaftlichen Arbeiten, andere züchten spezielle Arten und stellen die Tiere im Rahmen von Auswilderungsprogrammen zur Verfügung. Der Verzicht auf Wildfänge und Massenimporte wurde 1992 in der Resolution zum Problem Artenschutz des Verbandes der Ziergeflügelzüchter im BDRG festgeschrieben.

## Ziergeflügelarten
Nicht alle Vogelarten eignen sich zur Ziergeflügelhaltung. Der Verband zur Arterhaltung von Zier- / Wildgeflügel (VZI) e. V. im BDRG unterscheidet Hühnerartiges Ziergeflügel, Ziertauben und  Wasserziergeflügel. Der Europäische Verband für Geflügel-, Tauben-, Vogel-, Kaninchen- und Caviazucht und der Bund Deutscher Rassegeflügelzüchter nennen ausgewählte Arten folgender Familien und Gattungen:
| Hühnerartiges Ziergeflügel - Pfauen - Asiatische Pfauen, inkl. Spauldingpfau - Kongopfau - Fasane - Argusfasan - Blutfasan - Edelfasanen - Glanzfasanen - Hühnerfasanen - Kragenfasanen - Langschwanzfasanen - Ohrfasanen - Pfaufasanen - Satyrhühner - Schopffasan - Wallichfasan - Kammhühner - Raufußhühner - Perlhühner - Frankoline - Feldhühner - Perlwachtel - Rebhühner - Steinhühner - Straußwachtel - Waldrebhühner - Wüstenhühner - Wachteln - Erdwachteln - Zahnwachteln - Frankolinwachteln - u. a. im BDRG außerdem: - Flughühner - Hokkohühner - Steißhühner - Truthühner | Ziertauben - Afrikanische Buschtauben (Turtur) - Amerikanische Erdtauben (Geotrygon) - Amerikanische Feldtauben (Patagioenas) - Bronzeflügeltauben (Phaps) - Claravis - Columbina - Feldtauben (Columba) - Flaumfußtauben (Ptilinopus) - Grüntauben (Treron) - Grünflügeltauben (Chalcophaps) - Indo-australische Kleintauben (Geopelia) - Indopazifische Erdtauben (Gallicolumba) - Kaptäubchen (Oena) - Kuckuckstauben (Macropygia) - Metriopelia - Scardafella - Spitzschopftauben (Ocyphaps) - Trauertauben (Zenaida) - Turteltauben (Streptopelia) - Weißgesichttauben (Turacoena) - Wongatauben (Leucosarcia) | Wasserziergeflügel - Schwäne - Pfeifgänse (Baumenten) - nicht domestizierte Gänse - Echte Gänse, - Halbgänse und - Hühnergänse - nicht domestizierte Enten - Glanzenten - Gründelenten - Tauchenten - Meerenten - Sägeenten |